# Supercoupe de Russie de beach soccer
La supercoupe de Russie de beach soccer, créée en 2011, est une compétition annuelle de beach soccer. Cette rencontre officielle oppose le champion de Russie en titre au vainqueur de la Coupe de Russie en match aller-retour.

## Histoire
En 2012 et 2013, il n'y a pas de match joué étant donné que le Lokomotiv Moscou remporte Championnat et Coupe en 2011 et 2012.

## Palmarès
| Année | Championnat                | Score       | Coupe            |
| ----- | -------------------------- | ----------- | ---------------- |
| 2011  | Lokomotiv Moscou           | 8-3 ; 10-6  | Krylia Sovetov   |
| 2012  | Non disputé                | Non disputé | Non disputé      |
| 2013  | Non disputé                | Non disputé | Non disputé      |
| 2014  | Krystall Saint-Pétersbourg | - ; -       | Lokomotiv Moscou |